# Kap Moyes
Das Kap Moyes ist ein Kap an der Küste des ostantarktischen Königin-Marie-Lands. Es ragt 29 km westlich des Kap Dovers in das Shackleton-Schelfeis.
Teilnehmer der Australasiatischen Antarktisexpedition (1911–1914) unter der Leitung des australischen Polarforschers Douglas Mawson entdeckten es. Mawson benannte es nach Morton Henry Moyes (1886–1981), Meteorologe der Forschungsreise auf der Westbasis.